# بوب سايكدلي
'البوب السايكدلي (بالإنجليزية: Psychedelic pop)‏ هو موسيقى بوب تحتوي على ميزات موسيقية ترتبط بالموسيقى السايكدلية. من بين مكوناته مؤثرات «هلوسية» مثل غيتارات مشوهة الصوت، التلاعب بالأشرطة، السيتارات، التسجيل المعكوس، وغناء انسجامي بأسلوب ذا بيتش بويز ممزوجة بالبوب، مما تنتج عنه أغاني انسجامية ببنيات صارمة. استمر الأسلوب حتى أوائل عقد 1970.